# Jean-Pierre Meullenet
Jean-Pierre Meullenet est un physicien français.

## Biographie
Jean-Pierre Meullenet est professeur agrégé de sciences physiques, docteur ès sciences et titulaire d'un DEA en sciences économiques. Il est Inspecteur d'académie depuis 1991.
Après avoir enseigné en CPGE à Lyon, il a été, entre autres : 
- chercheur au CNRS,
- maître de conférences à l'école normale supérieure de Casablanca (Maroc),
- adjoint au conseiller scientifique de l'ambassade de France en Espagne,
- Inspecteur d'académie à Bastia, directeur des services départementaux de l'Éducation nationale de Haute-Corse (1996-1998),
- conseiller de coopération et d'action culturelle au Consulat général de France à Québec (1998-2002),
- conseiller de coopération et d'action culturelle à l'Ambassade de France en Slovaquie, directeur de l'Institut français de Bratislava (2002-2006),
- vice-recteur de la Polynésie française[3] (2006-2010)[1].

## Distinctions
- Chevalier de l'ordre national du Mérite (1996)[4]
- Officier de la Légion d'honneur (janvier 2007)[1]
- Officier de l'ordre des Palmes académiques

## Ouvrages
- Solutions ioniques, Ellipses, 1998.  (ISBN 9782729801663)
- Mécanique newtonienne du point, Ellipses, 1998.  (ISBN 9782729803308)
- Problèmes et exercices corrigés avec auto-test de physique posés aux écrits et aux oraux des concours agro et véto, Ellipses, 1998.  (ISBN 9782729857516)
- Exercices corriges de physique et chimie, Ellipses, 1998.  (ISBN 9782729887629)